# Henrik av Hamburg
Henrik av Hamburg, död 1093, var greve av Hamburg mellan 1059 och 1093. 
Han utnämndes 1059 till den första greven av Hamburg. 
Han efterträddes av sin son Gottfrid av Hamburg. 